# 推理片
推理片是一种电影类型，其故事情节围绕着解决一个问题或侦破一项犯罪行为。其核心通常是侦探，包括私家侦探和业余侦探，借助于线索、调查和聪明的推理，来努力解决一个问题的神秘状况。
剧情往往集中在侦探们在试图揭开犯罪或谜团的过程中，通过拼接线索和环境、寻求证据、询问证人和追踪罪犯，展现他们的推理能力、英勇、信心、或尽职。
悬念经常作为重要的情节元素，作为重要的情节元素。这可以借助于使用音乐、摄影机角度、重阴影和令人惊讶的大逆转。希区柯克曾使用所有这些技术，但有时会在并不恐怖的时候恐吓观众，然后在公布真相的一刻取得戏剧效果。
这种类型片涵盖了从早期的神秘传说、虚构的或文学的侦探故事，到经典的希区柯克悬疑惊悚，以及经典的私人侦探片。一个相关的电影子类型是间谍片。

## 定义与特征
推理片主要聚焦于侦破犯罪，或者破解谜团。谜团通常围绕一起谋杀，然后必定会被警察、私人侦探，或者业余侦探所解决。观众会提出一系列可能的犯罪嫌疑人（但其中一些是“红鲱鱼”，即存在犯罪动机但实际上并非凶手的人），并试图随着调查者一起解决谜团。有时，提供给观众的信息并不同时提供给主角。而主角通常会探索未解谜团，揭露凶手，并结束罪恶。
成功的推理片会采用两种故事类型之一，即开放式和封闭式。封闭式（又称侦探擒凶）疑案会隐瞒凶手的身份，直到故事结束时，在捉拿犯罪嫌疑人期间加上悬疑的元素，而观众一直不能确定凶手是谁。开放式疑案则相反，在故事一开始就知道凶手的身份，并展示“完美犯罪”，而观众则跟随主角来破解谜团，通常与封闭式风格类似，在故事结束时才是谜底揭晓的一幕。
事实证明，把推理小说改编成电影是一个好主意。侦探通常被塑造成一个强大的领导角色，而场景可以包含戏剧元素、悬念、角色发展、不确定性和离奇曲折。推理故事的现场常常是平凡多样的，很少需要昂贵的特效。成功的推理作家可以基于同一个侦探角色写出一系列的小说，为续集提供丰富的材料。
至少直到1980年代，女性在推理片中往往都饰演双重角色，既与侦探有一定关系，又经常是处境危险的女性。这些电影中的这些女性往往足智多谋、自食其力、意志坚定，也经常是两面人。她们可以触发后续事件，或者作为无助的受害者构成悬念。

## 历史

### 文学的影响

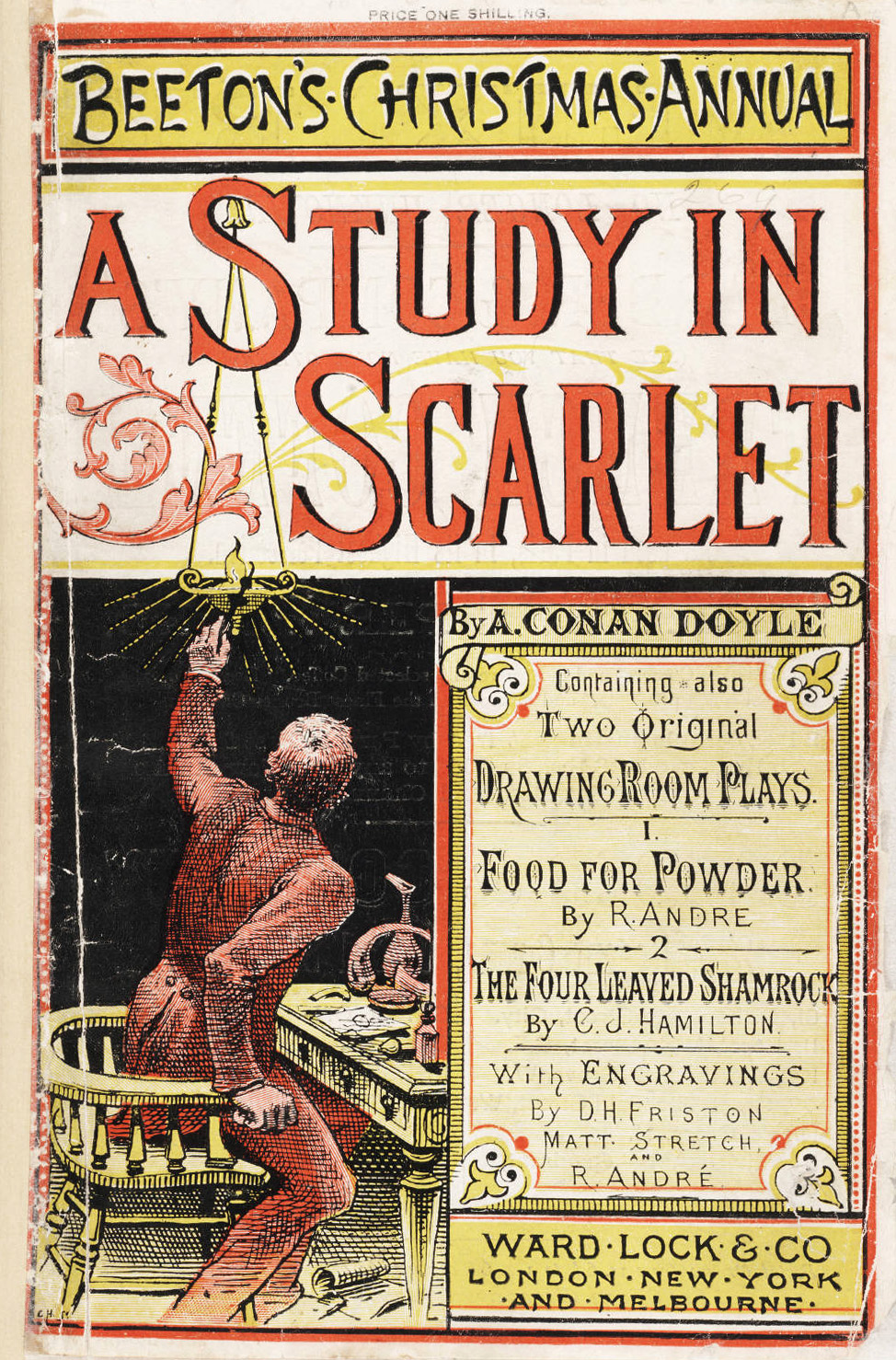
1887年福尔摩斯第一次出现

最早的推理片要追溯到默片时代。第一部侦探片一般认为是《福尔摩斯的困惑》，由亚瑟·马文在1900到1903年之间创造的一部很短的Mutoscope电影。它是以侦探福尔摩斯为主角的电影中已知最早的一部，尽管是以一种几乎难以辨认的形式。
在法国，热门的尼克·卡特侦探小说造就了第一个电影系列——《Nick Carter, le roi des détectives》（1908）。这个六集系列之后，是1909年《Nouveaux aventures de Nick Carter》。路易·弗亚德创造了超热门的方托马斯（1913-14）系列，该系列基于一部最畅销的系列小说，小说讲述的是顽强的检查员朱夫（Juve）追踪超级犯罪的故事。2011年上映了一部怀念默片的电影——《艺术家》，影片中杜雅尔丹戴着面具，穿着与方托马斯类似的服装，明显是对方托马斯的致敬。弗伊拉德后来的侦探系列包括《吸血鬼》（1915）、《承审员》（1916）、《Tih Minh》（1918）和《巴拉巴》（1919）。弗伊拉德的电影结合了现实主义、诗歌意象和纯粹幻想，影响了美国的《宝琳历险记》（1914），勒内·克莱尔等导演，以及安德烈·布勒东等超现实主义者。
最早的真正的推理片包括同样来自法国的《金甲虫》（The Gold Bug，1910）和《莫尔格街凶杀案》（The Murders in the Rue Morgue，1914）。这两部电影都是根据爱伦·坡的小说改编的。这是合理的，因为爱伦·坡通常被认为是现代侦探小说的鼻祖，也是他创造了第一个私家侦探角色——C·奧古斯特·杜邦。环球影业在《莫尔格街凶杀案》（1932）中将他改名为皮埃尔·杜邦，该片是一部气氛恐怖的推理片，由贝拉·卢戈西主演。该电影于1953年和1971年又重拍了两次。爱伦·坡关于杜邦的第二个故事《玛丽·罗杰奇案》，于1942年被搬上银幕。最近，《乌鸦》（2012）为爱伦·坡晚年提供了一个虚构的描述。在这部小说中，作者追捕了一个神秘的连环杀手，其谋杀案都是直接受到他的故事的启发。
狄更斯未完成的小说《艾德温·德鲁德之谜》（1870）被另一个作者完成了，并最终被搬上银幕。1909年和1914年制作的两部影片，现在认为已经失传。环球于1935重拍了《艾德温·德鲁德之谜》。该故事于1993年再次搬上银幕。环球以其擅长经典恐怖片而闻名，它还创造了也许是第一部超自然现象恐怖-侦探混合片——《黑夜怪物》（1942）。
美国作家玛丽·罗伯茨·莱因哈特（1876-1958），被认为是推理写作中“早知如此”学派的缔造者（以及短语“管家做的”）。她1920年的“老黑屋”小说（及剧本）《蝙蝠》被改编为电影《蝙蝠》（1926）和《蝙蝠低语》（1930），并于1959年被第三次重拍为《蝙蝠》，由文森特·普赖斯主演。另一部影片基于剧本《猫和金丝雀》（1927），开创了“喜剧推理”流派。该片被多次重拍，包括一个1939年上映的由鲍勃·霍普出演的版本。
毫无疑问，出现在银幕上的最著名业余侦探是原型福尔摩斯。自1903年以来，福尔摩斯已经被众多演员在超过200部影片中表现过。最早的侦探喜剧也许是巴斯特·基顿的《福尔摩斯二世》（1924）。直到最近，由美国出品的系列只有一个，由贝锡·罗斯本和奈杰尔·布鲁斯饰演福尔摩斯和华生医生。他们一起在1939年至1946年之间制作了14部影片。前两部由20世纪福克斯出品，其背景按原始故事设定为维多利亚时代后期。从第三部影片《福尔摩斯：恐怖之声》（1942）开始由环球影业接手，其背景也挪到了当时。很多影片接触了二战，并挫败了纳粹间谍。
犯罪小说家多萝西·L·塞耶斯（1893-1957）在1923年创造了英国贵族侦探彼得·温西勋爵的原型。温西第一次被搬上银幕是由彼得·哈登主演的《沉默的旅客》（1935），是塞耶斯专为电影写的。其后是《公交司机的蜜月》（1940）。该片还以《闹鬼的蜜月》（Haunted Honeymoon）为名重拍，由罗伯特·蒙哥马利饰演温西。后来，蒙哥马利还在雷蒙德·钱德勒的《鹿湖艷屍》（1947）中饰演了探长菲利普·马洛。
道布尔迪的犯罪俱乐部丛书出版了各种各样的推理小说，还启发了一个广播节目。环球影业与之达成了一项协议，以出品一个包含11部犯罪俱乐部推理片的系列，该系列从1937至1939年上映，其中包括《西湖案件》（The Westlake Case，1937）和《白屋之谜》（Mystery of the White Room，1939）。
其它文学作品中被搬上银幕的侦探包括陈查理、埃勒里·奎因、南茜·德鲁、尼禄·沃尔夫和阿加莎·克里斯蒂的马普尔小姐和赫尔克里·波洛。迄今为止，已经有32部电影和几十部电视剧根据克里斯蒂的小说改编而成。英国私人侦探和冒险家布尔道格·德拉蒙德出现在1922年至1969年的24部电影中，也是伊恩·弗莱明的詹姆斯·邦德角色的原型之一。

### 古典时期：1930年代
几部1920年代出品的陈查理默片，现已失传。1929年开始，福克斯电影公司（后来20世纪福克斯的一部分）的B影业单元开始了一个新的系列，其中包含了28部陈查理影片，并在商业上取得了成功。（摩诺格拉姆影业在1944年至1949年，又续拍了该系列的17部影片。）陈查理电影的成功，促使福克斯重新雇佣演员彼得·罗，从1937至1939年在8部影片中饰演日本侦探萩尾先生。作为回应，摩诺格拉姆创造了他们自己的绅士风度东方侦探——王先生——改编自一部休·威利（Hugh Wiley）的小说。从《侦探王先生》开始，在1938至1941年间共出品了6部影片，其中5部由鲍里斯·卡洛夫饰演王先生。
1934至1937年间，华纳兄弟工作室将厄尔·史丹利·贾德纳的佩瑞·梅森小说，忠实地改编为一个包含六部影片的电影系列。其中大多数是从事改革运动的律师面对标准谋杀推理的擒凶故事。华纳兄弟公司还创造了托奇·布兰系列电影，值得注意的是，它是少数几个以女性侦探为特色的系列之一。在1936至1939年间制作的9部影片中，从《聪明的金发女郎》开始，有8部都是由格伦达·法雷尔来扮演这名金发的、解决疑案的新闻记者。另一部小说电影是《你何时出生》（1938），由华裔女演员黄柳霜扮演一位占星家，她使用其夜观天象的才能，帮助侦破了一起谋杀案。
雷电华电影从斯图尔特·帕尔默手中购买了希尔德加德·威瑟斯小说的版权，并推出了一个六部电影的系列，首部为《企鹅池谋杀案》（1932）。埃德娜·梅·奥利弗饰演威瑟斯，一名向往侦探的学校教师，她后来成为了一名警督。最后一部影片于1937年上映。
1929至1947年间，由范·达因的斐洛·万斯侦探小说改编的15部影片陆续上映。《金丝雀谋杀案》（1929），由威廉·鲍威尔饰演万斯，被称为第一部现代侦探片。它最初是一部默片，但在中途通过技术手段被转为有声电影。（另一位主演露易丝·布鲁克斯因拒绝返回好莱坞为她的对白配音，被派拉蒙影业列入了黑名单。这也成为一起著名事件。）在前三部影片中，由鲍威尔扮演文雅的纽约侦探。在出演福尔摩斯之前，贝锡·罗斯本在第四部影片中饰演了万斯。而鲍威尔再次返回，出演了第五部影片——由华纳兄弟出品，并被高度重视的《狗窝谋杀案》（1933）。
之后，鲍威尔出演了他的经典角色，在《瘦人》系列中扮演同样温文尔雅的尼克·查尔斯，与他演对手戏的是扮演他无忧无虑的老婆“诺拉”的玛娜·洛伊。全部六部影片由米高梅于1934至1947年间出品。这些影片根据达希尔·哈米特的小说《瘦人》改编，机智诙谐，融合了脱线喜剧元素，并贯穿了复杂的谋杀推理情节。在这一系列的中间，雷电华雇佣鲍威尔和珍·亚瑟出演了《前布拉德福德夫人》（1936），一部轻松的喜剧推理片，它成功地复制了米高梅《瘦人》的模式。华纳兄弟回应了一出类似的喜剧《脚步的黑暗》（1941），片中埃罗尔·弗林饰演了一位结了婚的股票经纪人，作为推理作家/侦探过着一种双重生活。
这个期间的很多影片，包括《瘦人》系列，都以一个解释性的侦探结局收场，很快形成了千篇一律的电影（和文学）模式。将所有嫌疑人聚在一起，然后侦探大声宣布：“凶手就在这个屋子里！”然后彻底调查各种线索，揭露凶手的身份。
还有大量低成本的“老黑屋”推理片都基于一个标准公式（风雨交加的夜晚、读遗嘱、秘密通道、系列离奇谋杀案等），它们是情节驱动，而不是明星驱动的。一些典型的例子包括《猫和金丝雀》的重拍片《猫在爬》（1930）、《怪物行走》（1932）、贝拉·卢戈西出演的《恐怖夜》（1933）、《受惊夜》（1935）。
1930年代是优雅绅士侦探的时代，他们用智慧而不是拳头来侦破客厅凶杀案。大多数是富裕的业余侦探，他们以破案作为自己的娱乐，不带武器，并且常常具有稀奇古怪的个性特征。这种类型的侦探片在1940年代衰落，因为一种强壮、冷硬派的新型专业私人侦探被搬上银幕，他们改编自达希尔·哈米特、雷蒙德·钱德勒及其后模仿者的小说。

### 1940-1950年代

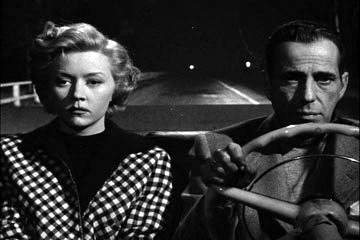
《蘭閨艷血》（1950），由亨弗莱·鲍嘉独立制作。对好莱坞的玩世不恭的心理描写。

随着二战的开始，犯罪片和音乐剧非常突然地蒙上了玩世不恭和绝望的灰暗情绪，而这在乐观的1930年代是不存在的。后来，法国电影评论家将这种电影循环（跨越多种类型的）称为黑色电影。悲观的、并不英勇的故事把贪婪、欲望和残忍变成这种推理类型的核心。冷酷、暴力的电影充斥着玩世不恭、穿着干练的私人侦探，他们几乎跟自己抓捕的罪犯一样冷酷无情，这已经成为了行业标准。前十年富有的贵族侦探，变成了不修边幅的、工薪阶层的刑警。亨弗莱·鲍嘉成了电影私家侦探的标兵，就如萨姆·斯佩德在哈米特的《马耳他之鹰》（1941）中，或者菲利普·马洛在钱德勒的《大睡》（1946）中。迪克·鲍威尔也在经典的《谋杀，我的宝贝》（1944）中创造了马洛这一不可磨灭的印象，该片改编自钱德勒的《再见，吾爱》。乔治·桑德斯主演的《猎鹰飞过》（1942），也出自同一部小说。
《鹿湖艷屍》（1947）改编自雷蒙德·钱德勒的小说，由罗伯特·蒙哥马利自导自演。该片完全按照马洛的视角来拍摄。观众只看到他在做什么。蒙哥马利只出现在镜头中几次，其中一次是在镜子的反射中。另一部钱德勒的小说《高窗》被制作成电影《布拉舍金币》（1947），由乔治·蒙哥马利主演。这基本上是翻拍的《杀死一次》（1942），一部由劳埃德·诺兰主演的迈克尔·谢恩冒险片。钱德勒还为《蓝色大丽花》（1946）写了一部原始剧本，该片由艾伦·拉德主演。拉德还主演了《玻璃钥匙》（1942），也是第二部由哈米特的小说改编的电影。
这一时期另一部杰出的电影是《漩渦之外》（1947），由罗伯特·米彻姆主演，他还会在三十年以后继续扮演菲利普·马洛。奥托·普雷明格的《罗娜秘记》（1944）也是一部经典的谋杀推理片，其中达纳·安德鲁斯饰演一名独狼警探。
通俗小说侦探尼克·卡特再次归来，出现在由米高梅发行、沃尔特·皮金主演的一组电影三部曲中：《大侦探尼克·卡特》（1939）、《天空谋杀案》（1940）和《幽灵袭击者》（1940）。哥伦比亚出品了一个系列——《侦探奇克·卡特》（1946）。主角变成了尼克·卡特的儿子，可能因为他们没有得到尼克·卡特的版权。贝纳德·肯德里克有关盲人私人侦探马克·马克莱恩（Mac Maclain）的侦探小说，被制作成两部由爱德华·阿诺德主演的影片，《夜里的眼睛》（1942）和《隐藏的眼睛》（The Hidden Eye，1945）。
受欢迎的广播剧《吹哨人》于1944至1948年间，被改编成一个8部推理片的系列。理查德·迪克斯在剧中一人分饰三角：英雄、反派和案件受害人。在《神秘入侵者（1946）中，他是一名私家侦探。它是少数几个同时被公众和评论家所接受的系列之一。另一部关于一家私人侦探社的广播剧《我爱推理》（1939-1944），激发了由吉姆·班农主演的三部影片。《我爱推理》（1945）、《魔鬼的面具》和《未知》（均1946）将离奇谋杀推理故事与带有恐怖元素的气氛结合起来。
从1941至1949年，切斯特·莫里斯在十四部影片中扮演了波士顿布莱奇，从前的珠宝窃贼转变成的侦探。由哥伦比亚影业出品的许多推理片混入了漫画效果，例如《遇见波士顿布莱奇》（1941）、《波士顿布莱奇控告嫌疑人》（1945）、《幽灵贼》（1945）和《波士顿布莱奇中国历险记》（1949）。哥伦比亚还将罪恶医生广播剧改编为一系列推理片，由沃纳·巴克斯特主演。他们大部分都遵循着标准的侦探片公式。其间产生了十项特征，从《罪恶医生》（1943）开始，到《罪恶医生的日记》（1949）结束。
在另一个受欢迎的系列中，由乔治·桑德斯饰演文雅的猎鹰。在1941至1949年间，共拍了十六部影片。在拍第四部——《猎鹰的兄弟》时，桑德斯决定告别该系列。他的角色被杀掉，并替换为他现实生活中的兄弟——汤姆·康威。喜剧演员雷德·斯克尔顿曾扮演笨拙的侦探“狐狸”（The Fox），出现在三部喜剧片中：《呼啸在黑暗》（1941）、《呼啸在南方》（1942）和《呼啸在布鲁克林》（1943）。
布雷特·哈利迪的“迈克尔·谢恩”侦探小说在1940至1947年间，被改编成一系列12部B级片，主演为劳埃德·诺兰，后改为休·博蒙特。米奇·斯皮兰同样粗犷的角色迈克·哈默也被改编为电影：《我，陪审团》（1953）、《我的枪很快》（1957）和影响力较大的《死吻》（1955）。斯皮兰甚至有一次亲自扮演了哈默，那是1963年的电影《少女猎手》。
通过《爱德华大夫》（1945），导演希区柯克创造了早期的心理推理惊悚片。该片与《黑夜恐惧》（1947）一起，探讨了失忆、催眠和精神分析的影响。这两部电影还突出了超现实的系列梦境，这对情节来说是必不可少的。

#### 临时侦探
该主题经常使用的一种变化是，卷入一个普通人，他突然被迫变成临时侦探，以侦破朋友的凶案，或者洗清自己。初期的例子包括《超级侦探》（1937）中的杰克·奥克、《幽灵女士》（1944）中的艾拉·雷恩斯、《黑暗角落》（1946）和《引诱》（1947）中的露西尔·鲍尔、前面提到的《蓝色大丽花》和《加尔各答》（1947）中的阿兰·拉德、《约翰尼·安杰尔》（1945）中的乔治·拉夫特、《黑天使》（1946）中的琼·文森特和丹·杜里埃、《鐵胆香魂》（1947）中的亨弗莱·鲍嘉和《呼叫危险》（1951）中的迪克·鲍威尔。
这个题材的最新形式也许是《當場斃命》（1950），片中的主角中了致命的慢性毒药，他必须在生命中最后几个小时侦破抓住自己的凶手。该片已两次被重拍，分别为1969年的《色我死了》和1988年的同名电影。
这个题材中，以种族歧视问题作为凶手动机的，包括《交火》（1947）、《黑岩的坏日子》（1954）和《大兵》（1984）。

#### 《恐怖谋人屋》
阿加莎·克里斯蒂的小说《无人生还》（1939年，最初是Ten Little Niggers《十个小黑人》，曾改为Ten Little Indians《十个小印第安人》）提出了一种概念：神秘杀手杀害一群被困在孤立环境（在该小说中是一座孤岛）中的陌生人。该小说被改编为电影《恐怖谋人屋》（1945），导演为从法国流亡的勒内·克莱尔。另外还有三部名为《十个小印第安人》的改编影片分别上映于1965年、1974年和1989年，以及1987年的俄罗斯电影《十个小黑人》。
这一概念已经使用了无数次，尤其是在“老黑屋”类型的恐怖片中。一些例子包括马里奥·巴瓦执导的《八月月亮的五个娃娃》（1970），以及《致命ID》（2003）、《八面埋伏》（2004年）、电视电影《死人岛》（1996）、迷你剧集《哈珀的岛》（2009），以及电视剧集如《复仇者》（The Superlative Seven《至高无上的七人》，1967）、《狂野西部》（The Night of The Tottering Tontine《摇摇欲坠的通天之夜》，1967）、《雷明顿·斯蒂尔》（Steele Trap《斯蒂尔陷阱》，1982）。

### 复兴和修正主义时期：1960-1970年代
在1960—1970年代，新黑色電影东山再起，主要是基于过去经典电影的硬派侦探片（和坚韧不拔的警察剧）。它们分为三个基本类型：老电影和小说的翻新，背景为二十世纪三四十年代的当代历史片，以及新的当代侦探故事向过去致敬。

#### 翻拍经典
老到的私家侦探菲利普·马洛以现代侦探的形象重出江湖，比如詹姆斯·加纳出演的《马洛》（1969）（基于钱德勒的《小妹妹》The Little Sister），以及罗伯特·奥特曼导演、埃利奥特·古德出演的修正主义影片《漫长的道别》（1973）。罗伯特·米彻姆在重拍片《大睡》（1978）中饰演了马洛，该片的背景被设置为当代的伦敦。保罗·纽曼在两部影片中扮演了现代版的卢·阿彻（改为哈珀），《梟巢掃蕩戰》（1966）和根据1949-50年的小说改编的《溺水池》（1976）。
克雷格·史蒂文斯在《甘恩》（1967）重新演绎了他文雅的私家侦探彼得·甘恩的角色，这是对他六十年代家喻户晓的黑色电视系列《彼得·甘恩》（1958-61）的翻拍。布尔道格·德拉蒙德作为当代侦探重返银幕，出演了《女煞星》（1967）和《女煞星續集》（1969）。两部影片都采用了詹姆斯·邦德间谍故事的奢侈风格。重拍片《我，陪审团》（1982）带回了迈克·哈默（翻拍自1984-87年的电视系列《米奇·斯皮兰的迈克·哈默》）。《小贼·美女·妙探》（2005）是布雷特·哈利迪1941年的迈克尔·谢恩小说《尸体在你找到他们的地方》（Bodies Are Where You Find Them）的现代化改编版本。
从1930年代开始的老式侦探小说公式被刷新了，比如《阿德里安·梅辛杰的名单》（1963）、《侦探》（1972）、《死亡游戏》（1973）和喜剧《谁要杀害欧洲大厨？》（1978）。
布赖恩·德帕尔马的早期影片包括砍杀片喜剧《摩登女郎谋杀案》（1968），希区柯克风格的《姐妹》（1973），以及希区柯克1958年经典影片《迷魂记》的重拍片《痴迷》（1976）。希区柯克的影子出现在多部法国惊悚片中，尤其是由克劳德·夏布洛尔执导的《香檳奇案》（1967）和弗朗索瓦·特吕弗的《黑衣新娘》（1968）。

#### 历史片
许多影片的背景设定于二十世纪三四十年代，代表作品为罗曼·波兰斯基经典的《唐人街》（1974），主演为杰克·尼科尔森。在其迟来的续集《两个杰克》（1990）中，尼科尔森也是导演。罗伯特·米彻姆在《再见，吾爱》（1975）中第一次扮演马洛，这也许是对这本经常拍成电影的图书最忠实的改编。晦涩的《钱德勒》（Chandler，1972）虽然将背景设定于1940年代，但与雷蒙德·钱德勒的作品毫无关系。由理查德·布恩主演的电视电影《晚安，亲爱的》（Goodnight, My Love，1972），以及两部短期电视剧《班农》（1972-73）和《天使之城》（1976），都将背景设在1930年代，并向萨姆·斯佩德/菲利普·马洛模式致敬。电视电影《谁是黑色大丽花？》（Who Is the Black Dahlia?，1975）重现了1947年的真实谋杀悬案。
阿加莎·克里斯蒂的《东方快车谋杀案》（1974）和《尼罗河上的惨案》（1978）制作考究，是1930年代华美的大制作。早些时候，还有一个根据克里斯蒂的小说松散改编的系列，讲述的是无忧无虑的马普尔小姐（Miss Marple）的推理故事。玛格丽特·鲁斯福德主演了《谋杀，她说》（1961）、《最邪恶谋杀》（1964）和《谋杀阿霍伊！》（1965），并在赫尔克里·波洛的推理片《字母表谋杀案》（1965）中客串演出了幽默诙谐的马普尔。
比利·怀尔德在《福尔摩斯的私人生活》（1970）中对常青树福尔摩斯作了一些改变。在《百分之七溶液》（1976）中，西格蒙德·弗洛伊德博士亲自戒掉了福尔摩斯的毒瘾。另两部影片《恐怖研究》（1965）和《判决谋杀案》（1979）都包含了血腥场景，将福尔摩斯置身于现实生活中的连环杀人犯开膛手杰克的谜案之中。对原著最忠实的改编，是英国电视剧《福尔摩斯历险记》，由杰里米·布雷特饰演福尔摩斯，大卫·伯克饰演华生，该剧共41集，于1984至1994年上映。
后来的福尔摩斯电影往往是新编的，与亚瑟·柯南·道尔的原著并没有什么关系，例如由斯蒂芬·斯皮尔伯格的安培林娱乐出品的《青年福尔摩斯》（1985），该片将十几岁的侦探置身于一个动作冒险故事中，且充满了电脑特效。财大气粗的华纳兄弟推出了一个新的系列，重塑了福尔摩斯，由盖伊·里奇导演。在《福尔摩斯》（2009）和《大侦探福尔摩斯2：诡影游戏》（2011）中，由小罗伯特·唐尼扮演的聪明侦探，转变为一个既健壮又浪漫的动作英雄，其背景是一个蒸汽朋克梦幻版本的维多利亚时代的英格兰。

#### 新浪潮
现代侦探片的新浪潮可能开始于让·吕克·戈达尔的《阿尔发城》（1965）。该片中私人侦探的经典形象是雨衣配毡帽，故事离奇曲折，背景设定在未来，是以科幻小说为基础的。该片对侦探题材有部分的致敬，也有部分的恶搞。戈达尔跟随这部影片，制作了《美国制造》（1966年），一部讽刺的、超常规的谋杀推理片，它还略微参考了霍华德·霍克斯的经典影片《大睡》。
弗兰克·西纳特拉在《托尼·罗马》（1967）及其续集《碧海艷屍》（1968）中扮演一名愤世嫉俗的、类似鲍嘉的刑警，在《侦探》（1968）中扮演一名顽强的警方调查员。约翰·D·麦克唐纳写了21部特拉维斯·麦基小说，但只有一部被改编为电影《比安布尔更黑》（1970）。乔治·佩帕德在《P.J.》（1968）中扮演一名传统的私人侦探。柯克·道格拉斯在更为轻松的《好的死法》（1968）中扮演一名曾作过警察的私人侦探兼保膘。罗伯特·卡尔普和比尔·考斯比在悲观且暴力的《希基和博格斯》（1972）中扮演一对倒霉的私人侦探。布特·雷诺茨在《私家侦探》（1973）中是一个搞笑的家伙，而伯特·兰开斯特在《午夜人》（1974）中则是一名退休警察身份的侦探。金·哈克曼主演的《对话》（1974）和《夜色行动》（1975）都是最好的例子。
在黑人剥削B级片中，采用了标准的私人侦探模式，有很多这样的动作推理片，如《检修员》（1972）、《黑眼睛》（1974）、帕姆·格里尔主演的《美女，宝贝》（1975），以及《天鹅绒般光滑》（1976）。
由莱恩·约翰逊自编自导的《砖》（2005），是一部独特的近乎恶搞的致敬电影。它将雷蒙德·钱德勒简洁、充满俚语的对白带入了一所当代的加利福尼亚高中，一名十几岁的侦探在调查一起与贩毒团伙相关的谋杀案。
这一时期值得注意的警察侦探剧包括，法国片《汽车睡眠谋杀案》（1965）、《炎热的夜晚》（1967年获得包括最佳影片在内的五项奥斯卡奖）、《布利特》（1968）、《马迪根》（1968）、《柳巷芳草》（1971）、《伊莱克特勒滑翔在蓝天》（1973），以及两部非推理片《肮脏的哈里》（1971）和《法国贩毒网》（1971）。《视差景象》（1974）是美国第一部围绕政治暗杀和高级阴谋的谋杀推理片。

#### 失忆推理
使用失忆作为推理片的核心情节设计，开始于1936年的《黑暗中的两个人》（1945年重拍为《两点钟的勇气》），后来是威廉·鲍威尔主演的《十字路口》（1942）、《犯罪医生》（1943）、《吹哨人的威力》（1945）和《夜晚某处》（1946）。
1960年代，失忆故事在推理惊悚片的类型中再次兴起。其中的主角在遭受精神或身体创伤后，失去了他先前的记忆，因此着手寻求恢复自己的身份。同时他还发现，自己已经卷入了一起有着神秘阴谋的谋杀案和/或间谍案。这个类型的电影包括格里高利·派克主演的《海市蜃楼》（1965）、乔治·佩帕德主演的《第三天》（1965）、英国锤子影业的《歇斯底里》（1965）、詹姆斯·加纳主演的《长相忆》（1966）和《海市蜃楼》的重拍片《裸屍疑雲》（1968）。
同时，英雄失忆的故事成为一个经常被使用的电视桥段。比如《名叫谢南多厄的人》（1965-1966）是一部关于无记忆的人的电视剧，还有无数集的犯罪片、冒险片和喜剧片，包括《U.N.C.L.E.来的人》（1966）、《糊涂情报员》（1967）、《狂野西部》（1968）、《大山谷》（1968）、《星际旅行：原初系列》（1968）、《它抓住一个贼》（1969）、《莫德组》（1971）、《檀岛警骑》（1972）、《荒野大镖客》（1973）、《霹雳娇娃》（1978）。在1970年代末之前，这个如今已显陈旧的情节设计已重归平静，直到1990年代涌现出大批的推理惊悚片。

#### 意大利铅黄惊悚片
在意大利，一种叫做铅黄电影的有争议的基于恐怖的新型惊悚片（始于1960年代），在1970年代初变成了一种流行的、有影响的类型。这个类型的影片涵盖了警察办案作品和哥特式恐怖。故事往往围绕一系列可怕的连环杀人案，并带有令人震惊的《大木偶》风格的流血，有时还掺杂性虐待（受害者往往是美女）。坏蛋们通常是神秘的、心理变态的连环杀手（通常戴面具或乔装打扮），并最终被警察和/或普通人变成的侦探所抓获。这种风格的第一部重要影片是马里奥·巴瓦执导的《血与黑蕾丝》（1964）。
一些遵循标准谋杀推理风格的例子包括马里奥·巴瓦的《八月月亮的五个娃娃》（1970），由达利欧·阿基多执导的三部：《盲侠智多星》（1971）、《血蝇》（1971）和《深夜止步》（1975），以及《蛇蝎心》（1971）、《别怕！茱莉》（1971）、《狼蛛的黑肚》（1971）、《追凶》（1972）、《你对索朗热做了什么？》（1972）、《约会屋》（又名《法国性谋杀》，1972）和《红皇后杀七次》（1972）。
铅黄风格曾经对恐怖片有着持久的影响，就象砍杀电影和飞溅电影这两个子类型一样。在一些早期的例子中就可以看到这种影响，比如根据埃德加·华莱士小说改编的英国片《恐惧的马戏团》（1966年）、《狂怒！》（1967）、美国推理惊悚片《无法对待女士》（1968）、《柳巷芳草》（1971）、基于意大利小说的《美少女排一排》（1971）、《劳拉·马尔斯的眼睛》（1978）和希区柯克的《暴怒》（1972）。

#### 从《春光乍现》到《凶线》
一部推理片在其类别中脱颖而出。米开朗基罗·安东尼奥尼令人兴奋的《春光乍现》（1966）是一部独特的反侦探片，成为1960年代没有目标的快乐主义的象征。 一名摇摆的六十年代摄影师发现了谋杀案的线索，但是破案显得无关紧要，因为这个社会里没有人真正关心。这与《马耳他之鹰》的结局，萨姆·斯佩德破解了自己同伴迈尔斯·阿彻的谋杀案，形成了强烈的对比。他牺牲了他心爱的女人，不是因为他喜欢阿彻（他不喜欢），而是因为这是正确的事情。
1981年，布赖恩·德帕尔马重拍了该片，并命名为《凶线》，将其变成一部更传统的政治惊悚片。在《对话》的DVD音频评论中，导演弗朗西斯·科波拉透露，《春光乍现》是这部影片主要的灵感来源。
《伊莱克特勒滑翔在蓝天》（1973）是另一个罕见的例子，其谋杀推理情节被用作故事关心的更大问题的媒介。在这种情况下，梦想和理想主义幻灭和消亡在道德沦丧的世界。

### 1980年代至今
自1970年代中期以来，只出现了少数私人侦探片，包括《我，陪审团》、《天使之心》、《好莱坞哈利》（Hollywood Harry）、《两个乡巴佬》、《蓝裙魔鬼》、《好運當頭》、《怀疑之下》、保罗·纽曼主演的《朦胧》和本·阿弗莱克的《走宝贝走》。
雷蒙德·钱德勒最初从30年代开始的菲利普·马洛短篇故事（后来被他扩充为小说）被HBO有线网改编为十一集电视剧，每集一小时。这个《菲利普·马洛：私家侦探》（Philip Marlowe: Private Eye，1983-1986）系列，将主演鲍尔斯·布思塑造成了顽强的侦探。
女性侦探片的表现不好。凯瑟琳·特纳在《V·I·沃莎斯基》（1991）中扮演了私人侦探。该片基于萨拉·帕瑞特斯基的系列小说，开始了一个新的系列，但票房却遭到失败。曾有计划将霍尼·韦斯特小说搬上银幕，但经过十年的反复，依旧没有推出电影。
从1980年开始，上映了十部基于阿加莎·克里斯蒂广受欢迎的小说的影片。其中两部关于古怪侦探赫居里士·白罗（Hercule Poirot）——《阳光下的罪恶》（1982）和《与死亡约会》（1988），一部关于马普尔小姐的《镜子破了》（1980）。在1979年由瓦妮莎·雷德格瑞夫主演的《阿加莎》中，克里斯蒂自己成为了推理片的主题。该片是根据她在1926年著名的11天失踪案而衍生的虚构作品。

#### 军事疑案和警察破案
与军人相关的复杂谋杀推理片开始于《交火》（1947）。更近的例子包括《大兵》（1984）、《无路可走》（1987）、《要塞》（1988）、《好人寥寥》（1992年)、《火线勇气》（1996）、《西点揭秘》（1999）和《要素》（2003年)。
警察破案电影也是一种重要的模式，并且往往有着令人惊讶的反转结局，如《巡航》（1980）、《高尔基公园》（1983）、《走钢丝》（1984）、《赌彩黑名单》（1988）、《密西西比在燃烧》（1988）、《致命想法》（1991）、《旭日追凶》（1993）、《打击距离》（1993）、《普通嫌疑犯》（1995）、《孤星》（1996）、《疑云密布》（2000）、《血型拼图》（2002）、《神秘河流》（2003）、《八面埋伏》（2004）、《在以拉谷》（2007）和《火线特攻》（2008）。
政治惊悚片通常涉及谋杀、掩盖和高级阴谋，如《刺杀肯尼迪》（1991）、《1600谋杀案》（1997）、《全民公敌》（1998）、《绝对阴谋》（2009）和《马德拉斯咖啡馆》（2013）。

#### 恐怖片和惊悚片
在1990年代和2000年代初，许多恐怖片和惊悚片开始将推理和悬疑融入故事，围绕着聪明而反社会的连环杀手，或种种神秘的超自然现象的发生。由托马斯·哈里斯的汉尼拔·莱克特小说引出了四部电影——《孽欲杀人夜》（1986）、奥斯卡奖获得者《沉默的羔羊》（1991）、《汉尼拔》（2001）和《红龙》（2002）。
其它包含这种融入的影片包括《树枝折断时》（1994）、《七宗罪》（1995）、根据詹姆斯·帕特森小说改编的《亲吻女孩》（1997），《人骨拼图》（1999）、《宽容》（2000）、同样改编自帕特森小说的《蛛丝马迹》（2001）、《失眠症》（2002）和《机动杀人》（2004）。
2007年的电影《十二宫》再现了1960年代末、1970年代初发生在旧金山地区抓捕连环杀手的真实事件。《字母表杀手》、《人皮杀手》、《盖西》、《泰德·邦迪》和《达默》等影片也都描绘当代真实的连环杀人案。法国老式电影《狼族盟约》（2001）重现了18世纪发生在法国的一系列谋杀案。
在许多现代推理片中，平凡的角色（诸如父亲、母亲、青少年、商业人士等等）由于命运或他们自己的好奇心，被卷入危险的冲突或神秘境地。这些故事中共同的元素包括，寻找失踪者（朋友或家庭成员），比如在朱迪·福斯特主演的《空中危机》（2005）中，并围绕着红鲱鱼、间谍、犯罪或政治阴谋，以及有着秘密过去或双重身份的亲戚朋友。
这样的电影包括恐怖推理片《惊声尖叫》及其续集（1996-2011）、电锯惊魂系列（2004-2010）、《凶宅儿魂》（2006）、《什么躺在下面》（2000年）、《哭狼》（2005）、《电梯里的恶魔》（2010）、《美版午夜凶铃》（2002），以及推理惊悚片《秘窗》（2004）、《黑暗時刻》（2004）、《忘记》（2005）、《23号》（2006）和《致命ID》（2003）。
逆行性失忆症情节也掀起了一轮新的推理片浪潮，这些故事的核心是揭开主角的真实身份和/或历史。主要的例子包括：《后面的早晨》（1986）、《爱人别出声》（1991）、《长吻晚安》（1996）、《记忆碎片》（2000）、谍影重重系列电影（2002-2012）和《禁闭岛》（2010）。肯尼斯·布莱纳高度程式化的《再死一次》（1991）向希区柯克和奥森·威尔斯致敬，讲述了一个关于失忆、催眠和轮回的复杂故事。还有科幻恐怖片，如《全面回忆》（1990）及其重拍片（2012）和围绕技术诱发失忆的《空头支票》（2003）。

#### 修正主义历史片段剧
设定在1940—1950年代以洛杉矶警察侦探故事的历史片段剧再次出现，轮廓更加鲜明，偶尔多条线并行，比如《穆赫兰坠落》（1996）和《洛城机密》（1997），后者获九项奥斯卡奖提名，并赢得两个奖项。《真正的忏悔》（1981）和德帕尔马的《艷屍案中案》（2006）都是基于一桩1947年的真实好莱坞谋杀悬案。《好莱坞庄园》（2006）探索了1959年演员乔治·里维斯的神秘死亡，由本·阿弗莱克主演。
雷蒙德·钱德勒1958年开始写的，但最终未能完成的小说《贵宾犬斯普林斯》，后来被另外一个作者完成，并于1998年被制作为一部HBO有线电视电影。该片背景设置在1963年，由詹姆斯·肯恩饰演菲利普·马洛。
在几部基于怀旧的喜剧推理片中，《线索》（1985）的灵感来自于棋盘游戏，背景设定为1954年；《幕后杀手》（1994）再现了老旧的广播节目时代，并向1930年代的怪诞喜剧致敬。拉里·布莱迈尔的《黑暗暴风夜》（2009），背景设定在1930年，讽刺了古老的“老黑屋”谋杀推理片中的刻板角色和情节元素。
《蓝裙魔鬼》（1995）的背景是1948年的洛杉矶，主角是一个非洲裔美国私人侦探。该片营造了一个无情侦探的旧事氛围，以及当时的种族风气。
周而复始，罗伯特·奥特曼的怀旧片《高斯福庄园》（2001），背景设定在1932年一处英格兰庄园，它是一个原创故事，但再现了老式谋杀推理片的形式。

## 著名推理片
2008年，美国电影学会评选了史上十大推理片：
| #  | 影片           | 年代 |
| -- | -------------- | ---- |
| 1  | 《迷魂記》     | 1958 |
| 2  | 《唐人街》     | 1974 |
| 3  | 《后窗》       | 1954 |
| 4  | 《罗娜秘记》   | 1944 |
| 5  | 《黑狱亡魂》   | 1949 |
| 6  | 《马耳他之鹰》 | 1941 |
| 7  | 《西北偏北》   | 1959 |
| 8  | 《蓝丝绒》     | 1986 |
| 9  | 《电话谋杀案》 | 1954 |
| 10 | 《普通嫌疑犯》 | 1995 |

## 风格的融合：恐怖、奇幻、科幻、历史
在1970—1980年代，侦探和推理故事开始出现其它类型，有时作为恐怖、奇幻或科幻片的框架，或放在较早的、非传统历史中。
- 《埃克·拉姆齐（英语：Hec Ramsey）》是1972-74年的一个电视系列，由理查德·布恩（英语：Richard Boone）扮演二十世纪初在老西部的一名福尔摩斯类型的侦探。
- 科幻片《超世纪谍杀案》（1973）、《边境地区（英语：Outland (film)）》（1981）、《少数派报告》（2002）和《我，机器人》（2004）都涉及了未来警察侦探侦破隐藏着巨大阴谋的谋杀案。
- 《巫山大逃亡（英语：Escape to Witch Mountain (1975 film)）》（1975）、《勇闯巫山（英语：Return from Witch Mountain）》（1978）和《勇闯魔域山》（2009）是由亚历山大·基（英语：Alexander Key）创造、沃尔特迪斯尼公司出品的，讲述了来自另一个世界的两个孩子寻找他们起源的故事。
- 《The Reincarnation of Peter Proud（英语：The Reincarnation of Peter Proud）》（1975）是一个超自然现象侦探故事，讲述的是一个人从生前侦破了他自己的谋杀案。
- 《劳拉·马尔斯的眼睛（英语：Eyes of Laura Mars）》（1978）是一部铅黄灵感的谋杀推理惊悚片，它涉及了超能力。
- 《观者（英语：Looker）》（1981）是一部科幻谋杀推理片，它涉及了未来的计算机技术。
- 《银翼杀手》（1982）是一部新黑色科幻经典，故事发生在未来。该片最能抓住雷蒙德·钱德勒笔下马洛的精神，由哈里森·福特作了讽刺的旁白。
- 《玫瑰之名》（1986）改编自翁贝托·艾柯的小说，描写了13世纪一位福尔摩斯式的和尚。中世纪时期的卡德法尔推理电视剧也采用了历史小说的形式。
- 《天使之心》（1987）的背景为1948年，以复古的侦探故事开始，但很快变成一个超自然恐怖故事。《双峰：火跟我走（英语：Twin Peaks: Fire Walk With Me）》（1992）及其作为后传的电视剧，也混合了谋杀推理的法医工作和超自然的恐怖。
- 《外星人国（英语：Alien Nation (film)）》（1988）是一部科幻背景的谋杀推理警察破案片。一个搁浅的外形种族必须在未来一段时间与人类在地球上共存。该片使用外星人来探索仇外问题、剥削和种族主义。
- 《无脸（英语：Faceless (film)）》（1988）是一部血腥的杰斯·佛朗哥私人侦探恐怖推理片。
- 《施展死亡法术（英语：Cast a Deadly Spell）》（1991）是一部关于侦探哈里·P·洛夫克拉夫特（借自恐怖/奇幻作家H·P·洛夫克拉夫特）的有线电视电影，背景为1948年洛杉矶的一个充满巫术的奇幻版本。之后在1994年还有一部《女巫猎手（英语：Witch Hunt (1994 film)）》，这是一部背景为1953年的恶搞奇幻/推理片。私人侦探洛夫克拉夫特（丹尼斯·霍珀）解开了好莱坞巫术和谋杀的面纱。
- 《幻想之王（英语：Lord of Illusions）》（1995）讲述了克里夫·巴克的超自然恐怖故事，主角为纽约警探哈里·达莫尔，他熟知神秘学。
- 《断头谷》（1999）的背景为1799年，这部恐怖奇幻片讲述了一位警察使用福尔摩斯科学方法和刑事技术来破获一系列谋杀案，由蒂姆·伯顿主演。
- 哈利·波特系列电影（2001–2011）是一系列奇幻电影故事，包含多个涉及主要角色的推理故事，尤其是在前三部影片中：《哈利·波特与魔法石》（2001）、《哈利·波特与密室》（2002）和《哈利·波特与阿茲卡班的囚徒》（2004）。
- 《美版午夜凶铃》（2002）是一部恐怖推理片，片中名叫雷切尔·凯勒（Rachel Keller）的记者调查一盘被诅咒的录像带的源头，该录像带威胁要取她的性命。
- 《清算（英语：The Reckoning (2003 film)）》（2003）是一部以中世纪英格兰为背景的谋杀推理片。
- 《你后面有人（英语：Someone Behind You）》（2007）是韩国一部由漫画书改编的超自然惊悚/谋杀推理片。
- 《昨天是个谎言（英语：Yesterday Was a Lie）》（2008）是一部新黑色黑白侦探推理片，并融合了科幻和黑色电影。
- 《智慧树（英语：The Wisdom Tree）》（2013）是一部独立电影，它混合了神秘科幻和神秘主义，艺术和音乐。

## 恶搞与致敬
- 《谁干的？（英语：Who Done It? (1942 film)）》（1942）是一部阿尔伯特和科斯特洛（英语：Abbott and Costello）喜剧片，它是最早的恶搞片之一。
- 《火车上的女士（英语：Lady on a Train）》（1945）是一部谋杀推理喜剧片，它还恶搞了黑色电影，主演为迪安娜·德宾（英语：Deanna Durbin）。
- 在《我喜欢的深色女人（英语：My Favorite Brunette）》（1947）中，鲍勃·霍普是一名胆小的婴儿摄影师，他被误认为一名私家侦探（由艾伦·拉德（英语：Alan Ladd）客串）。同年上映的农场男孩（英语：The Bowery Boys）的《辣手神探马奥尼（英语：Hard Boiled Mahoney）》也使用了同样的身份错乱情节。
- 在《阿尔伯特和科斯特洛遇见隐形人（英语：Abbott and Costello Meet the Invisible Man）》（1951）中，这两个人作为侦探，试图解救被犯罪集团囚禁的人。
- 《私家侦探》（Private Eyes，1953）中，在塞奇（Sach）开发了读心能力之后，包厘街男孩（英语：Bowery Boys）开设了一家侦探事务所。
- 刑房性剥削电影（英语：Sexploitation film）制作者也恶搞了这一类型。《自然的玩伴》（Nature's Playmates，1962）是剥削电影制作人H·G·路易斯（英语：Herschell Gordon Lewis）诸多的“裸体美人儿”电影之一。一位美女私家侦探到佛罗里达裸体营地旅行，以寻找一位有特殊纹身的失踪者。《冲浪77》（Surftide 77，1962）恶搞了电视侦探系列《冲浪海滩6（英语：Surfside 6）》（1960-1962）。《带出交易》（Take It Out In Trade，1970）是艾德·伍德基于菲利普·马洛的隐讳色情片。《哭吧叔叔！（英语：Cry Uncle!）》（1971）是另一部色情喜剧，其灵感来自于经典私家侦探影片。《金杰》（Ginger，1971）、《劫持者》（The Abductors，1972）和《寻爱女孩》（Girls Are for Loving，1973）都是隐晦的性剥削喜剧，其中由谢利·卡发洛（英语：Cheri Caffaro）饰演顽强的私家侦探金杰。英格兰也出品了性喜剧《私家侦探历险记（英语：Adventures of a Private Eye）》（1977）。
- 《粉豹（英语：The Pink Panther (1963 film)）》（1964）是一个喜剧系列的第一部，该系列由彼得·塞勒斯饰演那个笨手笨脚的检查员克卢索（英语：Inspector Clouseau）。
- 在《他们可能是巨人（英语：They Might Be Giants (film)）》（1971）中，乔治·坎贝尔·斯科特饰演一位精神病患者，他相信自己是福尔摩斯。他和他的女精神病医生（华生医生）在纽约继续了一个堂吉诃德式的奇幻历险。
- 《侦探（英语：Gumshoe (film)）》（1971）是一部犯罪喜剧，讲述一个人受到鲍嘉电影的启发，而决定扮演私家侦探。
- 《黑鸟》（1975）可以认为是《马耳他之鹰》的续集，由乔治·西格尔（英语：George Segal）饰演小萨姆·斯佩德，小以利沙·库克（英语：Elisha Cook, Jr.）重新饰演他威尔默·库克（Wilmer Cook）的角色。
- 《福尔摩斯聪明的兄弟历险记（英语：The Adventure of Sherlock Holmes' Smarter Brother）》（1975）是一部吉恩·怀尔德的喜剧。
- 《怪宴》（1976）是尼尔·西蒙的知名影片，恶搞了推理片以及萨姆·斯佩德、陈查理和马普尔小姐。之后的《便宜侦探（英语：The Cheap Detective）》（1978），是一部更加恶搞的影片，由彼得·福克演绎一位鲍嘉式的私家侦探。
- 《午夜场（英语：The Late Show (film)）》（1977）讲述了一个离奇的当代侦探故事，它在很大程度上是对经典的哈米特/钱德勒时代的深情歌颂。
- 切维·切斯的喜剧三部曲《邪恶游戏（英语：Foul Play (1978 film)）》（1978）、《佛莱切（英语：Fletch (film)）》（1985）和《佛莱切历险记（英语：Fletch Lives）》向经典侦探片和希区柯克致敬。
- 《他有一张鲍嘉的脸（英语：The Man with Bogart's Face）》（1980）中，一名侦探改变了自己的脸，并被卷入一场类似于《马耳他之鹰》的推理中。
- 《私家侦探（英语：The Private Eyes (1980 film)）》（1980）是一部侦探喜剧片，由蒂姆·康韦（英语：Tim Conway）和唐·诺茨主演。
- 《死人不穿格子衣（英语：Dead Men Don't Wear Plaid）》（1982）的背景设置在1940年代，并被拍摄为黑白电影。史蒂夫·马丁扮演一名传统的无情神探，他与卡尔·雷纳的剪切-粘贴黑色闹剧电影中的经典片段进行交互。
- 《哈米特（英语：Hammett (film)）》（1982）虚构了情节——达希尔·哈米特被卷入一场真实的推理中，从而激发他写出了小说。
- 《风衣（英语：Trenchcoat (film)）》（1983）是一部喜剧，讲述的是一位推理女作家不得不侦破一个真实案件。
- 《线索》（1985）的背景设定在1956年，是一部基于流行桌面游戏的，恶搞旧式侦探小说的影片。
- 《唱歌的侦探（英语：The Singing Detective）》（1986）是一个英国迷你电视系列，该系列的主线是一个叫菲利普·马洛的推理作家，他被限制在医院的床上。他幻想成为老式侦探，在那里他梦想成真。2003年，该系列被重拍为同名电影（英语：The Singing Detective (film)）。
- 1987年罗伯特·米彻姆作为嘉宾参加《周六夜实况（英语：Saturday Night Live）》，在节目中他最后一次扮演了菲利普·马洛，“非致命死亡”。该节目也播放了他制作的短片《没油了》（Out of Gas），一部他1947年的经典《漩渦之外》（Out of the Past）的仿制续集。简·格里尔（英语：Jane Greer）再现了她在原片中的角色。
- 《秘撈神探（英语：Without a Clue）》（1988）是一部喜剧，关于一名演员（迈克尔·凯恩）受雇模仿福尔摩斯。
- 《裸枪（英语：The Naked Gun）》（1988）及其续集由莱斯利·尼耳森（英语：Leslie Nielsen）出演一名笨拙的警察中尉。它基于短命的《警察小队！（英语：Police Squad!）》电视系列。
- 《小侦探》（The Gumshoe Kid，1990）使一名对鲍嘉着迷的少年得到机会，在这部R级喜剧片中成为侦探，与特蕾西·斯科金斯（英语：Tracy Scoggins）共同演出。
- 《绝命悍将》（1994）是一部喜剧，由基能·艾沃里·韦恩斯（英语：Keenen Ivory Wayans）扮演一位私家侦探。
- 《裸体侦探》（The Naked Detective，1996）是一部R级隐晦色情片，它恶搞了黑色电影，由偶像模特/女演员朱莉娅·巴顿（Julia Parton）主演。
- 惊声尖叫系列（1996-2011）是恐怖类型的讽刺作品，有着浓重的侦探、推理和犯罪虚构元素，还经常自我指示。
- 《一枪一车一金发》（A Gun, a Car, a Blonde，1997）是一位截瘫患者的幻想（黑白片），他在1950年代的黑色电影世界中成为了一名强壮的私家侦探。
- 《布朗的安魂曲（英语：Brown's Requiem (film)）》（1998）讲述的是侦探故事，它基于詹姆斯·埃尔罗伊（英语：James Ellroy）的第一部钱德勒式小说。
- 《零效果（英语：Zero Effect）》（1998）更新了福尔摩斯概念，其中的侦探在破案时才华横溢，但在业余时间却是个讨厌的白痴》。
- 《马洛在哪儿？（英语：Where's Marlowe?）》（1998）讲述关于电影制作人跟随一位不入流的洛杉矶私家侦探。
- 《伪装（英语：Camouflage (2001 film)）》（2001）是一部私家侦探喜剧片，由莱斯里·尼尔森主演。
- 伍迪·艾伦对黑色电影、推理片和鲍嘉硬汉角色的怀旧之情，被融入了《再来一次，萨姆（英语：Play It Again, Sam (1972 film)）》（1972）、《曼哈顿谋杀疑案》（1993）、《玉蝎的诅咒（英语：The Curse of the Jade Scorpion）》（2001）和《无理之人（英语：Irrational Man (film)）》（2015）。
- 《黎明（英语：Twilight (1998 film)）》（1998）讲述了一个老式私家侦探故事，由保罗·纽曼主演，作为早期该类型影片的回忆者，就像他的两部卢·阿彻（英语：Lew Archer）电影。
- 《我爱哈克比（英语：I Heart Huckabees）》（2004）是标新立异的哲学喜剧片，剧中两个“存在主义侦探”（达斯汀·霍夫曼和莉莉·汤普琳）受雇揭露生活的意义。
- 破蜥蜴（英语：Broken Lizard）的《恐怖俱乐部（英语：Club Dread）》（2004）是一部谋杀推理片，它恶搞了砍杀电影。
- 《小贼·美女·妙探》（2005）是一部犯罪黑色喜剧片，其灵感来自于硬汉侦探小说和乏味的洛杉矶文化。
- 《牧场住宅指南（英语：A Prairie Home Companion (film)）》（2006）是加里森·凯勒尔广播节目的电影版，它再现了居伊·努瓦尔（Guy Noir）的角色。这是一名钱德勒式的硬汉侦探，他的冒险总是成为闹剧。
- 在《与孩子结婚（英语：Married... with Children）》的第6季第11集中，阿尔·邦迪（Al Bundy）梦见自己成为了私家侦探，并被陷害为谋杀富婆父亲的凶手。
- 《暴风雨黑夜（英语：Dark and Stormy Night (film)）》（2009）恶搞了1930年代的“老黑屋”电影。

## 电影侦探
推理片描绘了众多著名的虚构侦探。这些角色大多数都是先出现在系列小说中。
| 侦探                           | 作者/创作者                                       | 首部影片                                             | 首部影片 |
| ------------------------------ | ------------------------------------------------- | ---------------------------------------------------- | -------- |
| 卢·阿彻                        | 罗丝·麦克唐纳                                     | 梟巢掃蕩戰                                           | 1966     |
| 波士顿·布莱基                  | 杰克·波义耳（Jack Boyle）                         | 波士顿·布莱基的小伙伴（Boston Blackie's Little Pal） | 1918     |
| 托奇·布莱恩                    | 路易斯·弗雷德里克·内贝尔（Louis Frederick Nebel） | 聪明的金发美女                                       | 1937     |
| 陈查理                         | 艾尔·德尔·毕格斯                                  | 没钥匙的房子                                         | 1926     |
| 尼克和诺拉·查尔斯              | 达希尔·哈米特                                     | 瘦人                                                 | 1934     |
| 亚历克斯·克罗斯                | 詹姆斯·帕特森                                     | 亲吻女孩                                             | 1997     |
| 休·德拉蒙德                    | 赫尔曼·西里尔·麦克尼尔                            | 布尔道格·德拉蒙德                                    | 1922     |
| 迈克·哈默                      | 米奇·斯皮兰                                       | 我，陪审团                                           | 1953     |
| 南茜·德鲁                      | 卡洛琳·基恩                                       | 南茜·德鲁……侦探                                      | 1938     |
| 夏洛克·福尔摩斯                | 阿瑟·柯南·道尔爵士                                | 福尔摩斯的困惑                                       | 1900     |
| 迈克尔·兰亚德                  | 路易斯·约瑟夫·万斯                                | 独狼                                                 | 1917     |
| 菲利普·马洛                    | 雷蒙德·钱德勒                                     | 谋杀我的宝贝                                         | 1944     |
| 马普尔小姐                     | 阿加莎·克里斯蒂                                   | 谋杀，她说                                           | 1961     |
| 萩尾先生                       | 约翰·菲利普斯·马昆德                              | 快想，萩尾先生                                       | 1937     |
| 赫尔克里·波洛                  | 阿加莎·克里斯蒂                                   | 罗曼蒂斯（Romantis）                                 |          |
| 埃勒里·奎因                    | 弗雷德里克·丹奈和曼弗雷德·B·李                    | 西班牙岬角的秘密                                     | 1935     |
| 从容罗林斯                     | 沃尔特·莫斯利                                     | 蓝裙魔鬼                                             | 1995     |
| 迈克尔·谢恩                    | 布雷特·哈利迪                                     | 迈克尔·谢恩，私家侦探                                | 1940     |
| 萨姆·斯佩德                    | 达希尔·哈米特                                     | 马耳他之鹰 (1931年电影)                              | 1931     |
| 西蒙·坦普勒                    | 莱斯利·查特里斯                                   | 纽约圣人                                             | 1938     |
| 迪克·特蕾西                    | 切斯特·古尔德                                     | 迪克·特蕾西                                          | 1937     |
| 斐洛·万斯                      | 范·达因                                           | 金丝雀谋杀案                                         | 1929     |
| 布鲁斯·韦恩                    | 鲍勃·凯恩                                         | 蝙蝠侠                                               | 1943     |
| 希尔德加德·威瑟斯              | 斯图尔特·帕尔默                                   | 企鹅池谋杀案                                         | 1932     |
| 尼禄·沃尔夫                    | 雷克斯·斯托特                                     | 遇见尼禄·沃尔夫                                      | 1936     |
| 詹姆斯·李·王（James Lee Wong） | 休·威利（Hugh Wiley）                             | 侦探王先生                                           | 1938     |

## 扩展阅读
- Michael R. Pitts[迈克尔·R·皮茨].  [著名电影侦探]. 稻草人出版社（英语：Scarecrow Press）. 1979. ISBN 0-8108-1236-3 （英语）.
- Ted Sennett[泰德·森尼特].  [伟大的好莱坞电影]. 1986. ISBN 0-8109-8075-4 （英语）.

Template:Film genres
Template:推理小说